# Tarcza fennoskandzka

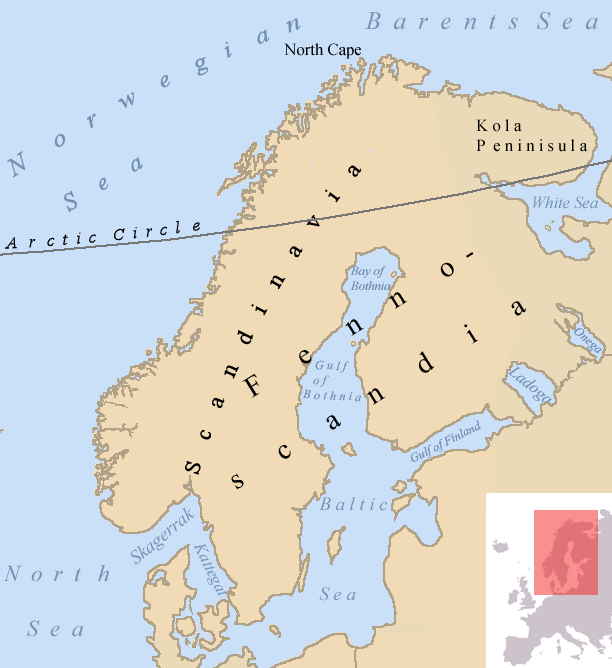
Fennoskandia

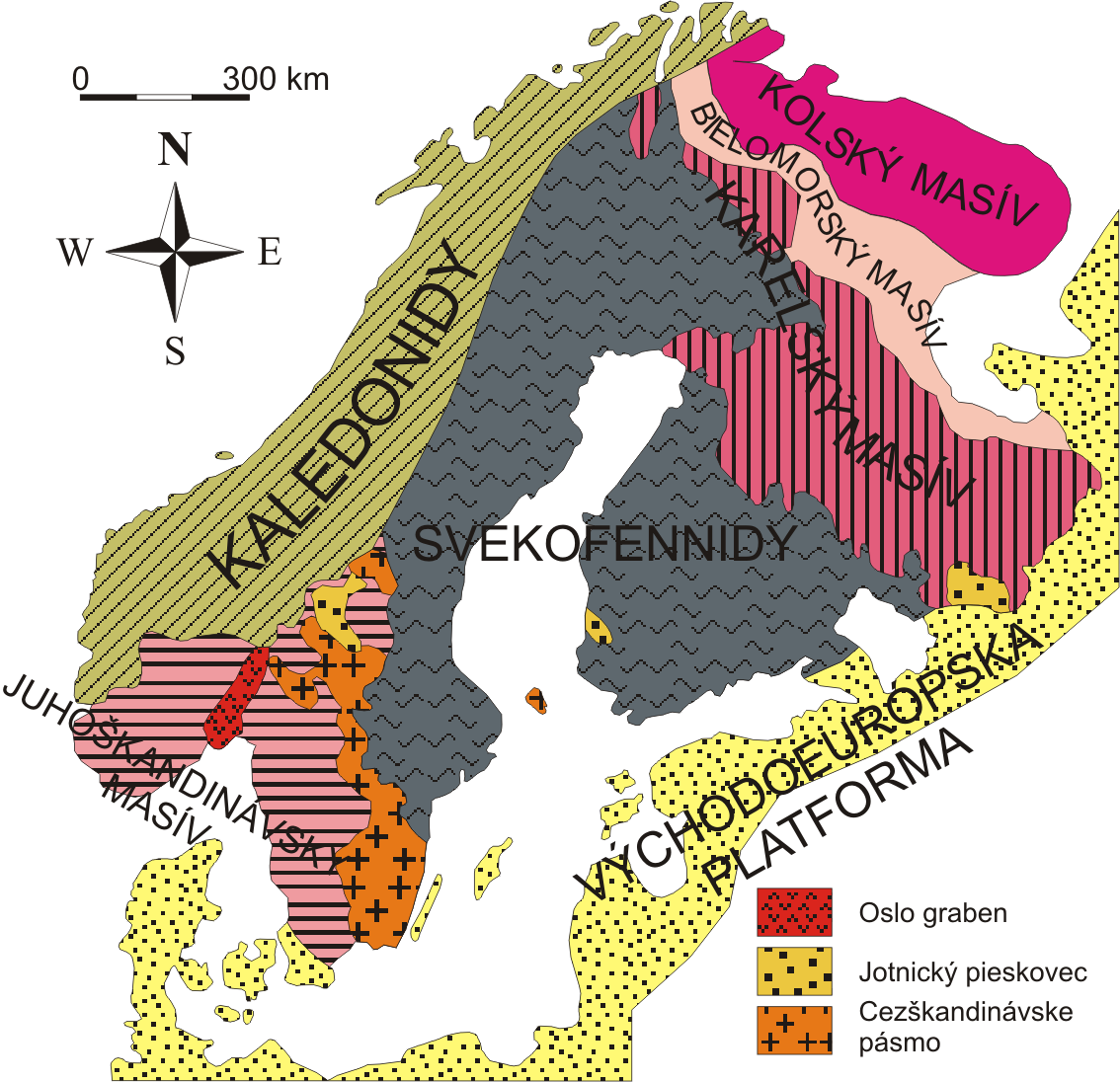
Prowincje geologiczne tarczy bałtyckiej

Fennoskandia, tarcza bałtycka, tarcza fennoskandzka – tarcza kontynentalna o wielkich rozmiarach, na północy kontynentu europejskiego, obejmująca tereny południowej Norwegii, Szwecji, Finlandii i Półwyspu Kolskiego (Rosja).
Stanowi północno-zachodni fragment prekambryjskiej platformy wschodnioeuropejskiej.
Zbudowana jest z metamorficznych i magmowych skał archaiku i proterozoiku, o wieku określonym metodami izotopowymi na ok. 3,8 mld lat, powstały na skutek silnego sfałdowania skał podczas prastarych orogenez (m.in. orogenezy białomorskiej i karelskiej) oraz jednoczesnej działalności procesów magmatyzmu i metamorfizmu. Trwające od tego czasu nieustanne ruchy wznoszące silnie wydźwignęły obszar bałtyckiej tarczy, w wyniku czego jest on prawie zupełnie pozbawiony pokrywy późniejszych osadów. Wyjątek stanowią wulkaniczne skały przełomu proterozoiku i paleozoiku, a także polodowcowe osady plejstocenu.
Odsłonięcia najstarszych skał ukazują się na powierzchni na Półwyspie Kolskim. Prekambryjskie skały tarczy bałtyckiej zawierają złoża wielu rud metali, m.in. żelaza, miedzi, cynku, ołowiu, wanadu, niklu oraz złoża apatytów.
W plejstocenie bałtycka tarcza stanowiła centrum zlodowaceń Europy.